# Маури, Тадж
Тадж Дэ́йтон Ма́ури (англ. Tahj Dayton Mowry, род. 17 мая 1986, Гонолулу) — американский актёр, танцор и певец, в основном известный по своим ролям Тедди в сериале ABC «Полный дом» с Джоном Стэймосом, Мэри-Кейт и Эшли Олсен, Ти Джея Хендерсона в ситкоме «Умный парень» и Такера Доббса в «Папочке» .

## Биография
Маури родился и вырос в Гонолулу (Гавайи) в семье Дарлин Рени и Тимоти Джона Маури, офицера полиции в Калифорнии. Его родители познакомились, проходя обучение в средней школе в Майами.

## Карьера
Маури наиболее известен как Т.Дж. Хендерсон, вундеркинд из телесериала «Умный парень». Карьера Таджа в основном строится на ролях в ситкомах и телефильмах.
В настоящее время актёр также занимается музыкальной деятельностью. Он записал совместный сингл «Kick It Out» с японским дуэтом Boom Boom Satellites и рэпером Flo Rida.
Тадж Маури играл в футбольной команде Westlake High School в Калифорнии и по одному сезону в командах университетов штата Джорджия и Вайоминг (США). Он также обучался в Pepperdine University в Малибу, штат Калифорния, который закончили его сестры Tиа и Тамера.
В настоящее время Тадж продолжает съёмки в комедийном сериале «Папочка».

## Фильмография

### Фильмы
| Год  | Название на русском                    | Название на английском                          | Роль                  |
| ---- | -------------------------------------- | ----------------------------------------------- | --------------------- |
| 1994 | Песни Дисней : пойдем в цирк           | Disney Sing Along Songs: Let’s Go to the Circus | ребёнок-клоун (видео) |
| 1999 | Счастливого Рождества!                 | We Wish You a Merry Christmas                   | Олли (видео)          |
| 2000 | Семнадцать опять                       | Seventeen Again                                 | Вилли Донован         |
| 2001 | Загнанный                              | Hounded                                         | Джей Мартин           |
| 2001 | Точка перехода                         | The Poof Point                                  | Эдди Баллард          |
| 2003 | Ким Пять-с-Плюсом: Борьба во времени   | Kim Possible: A Sitch in Time                   | Уэйд (озвучка)        |
| 2005 | Ким Пять-с-плюсом: Подумаешь, трагедия | Kim Possible: So the Drama                      | Уэйд (озвучка)        |
| 2007 | Ну что, приехали: Ремонт               | Are We Done Yet?                                | Дэнни                 |

### Телевидение
| Год       | Название на русском                 | Название на английском        | Роль                            |
| --------- | ----------------------------------- | ----------------------------- | ------------------------------- |
| 1990      | Кто здесь Босс?                     | Who’s the Boss?               | Грег                            |
| 1991-1995 | Полный дом                          | Full House                    | Тедди                           |
| 1992-1993 | Всю ночь                            | Out All Night                 | Шейвон                          |
| 1993      | Где я живу                          | Where I Live                  | Джимми                          |
| 1994-1997 | Сестра, сестра                      | Sister, Sister                | кузен Taж Сэмми T.Дж. Хендерсон |
| 1994-1995 | Аладдин                             | Aladdin                       | король Мамуд (озвучка)          |
| 1995      | Соник Икс                           | Sonic the Hedgehog            | молодой Соник (озвучка)         |
| 1995      | Тимон и Пумба                       | Timon & Pumbaa                | Нефу (озвучка)                  |
| 1996      | Звездный путь: Вояджер              | Star Trek: Voyager            | Корин                           |
| 1996      | Незначительные изменения            | Minor Adjustments             | Кенни                           |
| 1996      | Друзья                              | Friends                       | Кид                             |
| 1997-1999 | Умный парень                        | Smart Guy                     | Т. Дж. Хендерсон                |
| 2002-2007 | Ким Всемогущая                      | Kim Possible                  | Уэйд (озвучка)                  |
| 2006      | Всё тип-топ или жизнь Зака и Коди   | The Suite Life of Zack & Cody | Брендон                         |
| 2006-2009 | Игра                                | The Game                      | Камерон Барнетт                 |
| 2007      | Отчаянные домохозяйки               | Desperate Housewives          | Мэтт                            |
| 2011      | Большой утренний гул в прямом эфире | Big Morning Buzz Live         | играет сам себя                 |
| 2012-2017 | Папочка                             | Baby Daddy                    | Такер Доббс                     |